# Кожевников, Максим Вячеславович
Максим Вячеславович Кожевников (31.05.1975, Нижний Новгород) — судья высшей категории WDC) и NDCA (National Dance Council of America *Национальный танцевальный совет Америки*); многократный чемпион мирового уровня и США (USA *Соединённые Штаты Америки*) среди профессиональных игроков по латиноамериканской шоу-программе; национальный чемпион США среди профессионалов по латиноамериканской шоу-программе; хореограф-постановщик Олимпийской сборной РФ (Российская Федерация) и мировых команд по художественной гимнастике, и фигурному катанию; судья Телевизионных проектов: «Танцы со Звездами», «You think you can dance»(Ты думаешь, что умеешь танцевать), «World of Dance»(Мир танца) и других мировых танцевальных шоу. Основатель и генеральный директор компании «Global Art Vision»(Глобальное видение искусства).

## Награды и титулы

### Основные спортивные титулы
— Пятикратный Чемпион Мира среди профессионалов по латиноамериканской шоу-программе 

— Семикратный Чемпион Соединённых Штатов Америки среди профессионалов по латиноамериканской шоу-программе

— Чемпион Соединённых Штатов Америки среди профессионалов по латиноамериканской шоу-программе 

— Гранд Финалист, призёр, победитель среди профессионалов Чемпионатов Мира, «Blackpool Festival», «International», «UK Championship», «Asia Open» и других крупнейших соревнований по спортивным бальным танцам

— Чемпион Северной Америки среди профессионалов по латиноамериканской программе

— Четырёхкратный Чемпион Мира в программе «Про-Ам» (Любитель+Профессионал)

### Награды
Поётные кубки и грамоты WDC за неординарные заслуги в мире танца, а также многочисленные спортивные и артистические медали и титулы в мире спортивного танца (более 25 стран)[что?][значимость факта?].

## Биография

### Становление и начало карьеры
Инвалидность 2-й группы по зрению (дистрофия 90 % зрительного нерва и сильный нистагм), а также врождённый порок сердца не внушали уверенность родителям Максима в успешной карьере и здоровом будущем ребёнка. Максим был физически слабым и постоянно болел. В связи с этим он пошёл в школу-интернат для слабовидящих детей только в 8 лет.
Талантливый и опытный педагогический коллектив нижегородской школы для детей с ограниченными возможностями помог Максиму уже в раннем возрасте проявить различные таланты и способности к гуманитарным предметам. Выжигание, литературный кружок, ритмика, народные танцы, а также неоднократные победы на всевозможных спартакиадах — всё это укрепляло уверенность и артистически-спортивные способности мальчика.
Максим был солистом школьного хора и Нижегородской капеллы мальчиков, завоёвывал призы и грамоты на всевозможных областных и межрегиональных конкурсах певцов и чтецов.

В 14 лет, под действием гормонов голос мальчика стал меняться, и Максим не смог дальше заниматься вокалом.
В это время юношеского «максимализма» и распада Советского Союза Максим Кожевников начал увлекаться спортивными мотоциклами и попал в «плохую компанию» со всеми вытекающими последствиями.
Продолжая школьное образование уже в областной школе слепых, Максим учился на «отлично», только по русскому языку была оценка «хорошо».
С 1990 по 1991 гг. — в сложный период истории для России — Максим Кожевников серьёзно увлёкся спортивными бальными танцами. Поскольку фактически он начал танцевать в 15-16 лет, имея проблемы со здоровьем и финансами, творческие, а тем более спортивные перспективы стремились к нулю.
Но Максим занимался по 5-6 часов в день, в группах и самостоятельно, так что в скором времени его спортивно-танцевальная карьера взлетела, а юноша серьёзно решил связать свою жизнь с миром искусства.
Два года спустя Максим поступил в престижный технический лицей г. Н.Новгород, в который брали только отличников после восьмого класса школ города, и попал в гуманитарную группу № 16, прикреплённую к Волго-Вятскому кадровому центру.
На протяжении двух лет Максим Кожевников совмещал интенсивное обучение в лицее, институте, спортивную карьеру танцора-любителя в двух программах, педагогическую деятельность в ТСК «Омега-Локомотив» и работу грузчиком и продавцом сельскохозяйственной продукции на продуктовых рынках, так как серьёзные занятия бальными танцами требовали значительных финансовых вложений.
После окончания лицея перед Максимом встал вопрос о выборе пути: продолжать заниматься танцами и уходить в педагогическую деятельность либо продолжить гуманитарное образование в институте под патронажем Президента России. Максим Кожевников выбрал столицу России (Москву) и вместе со своей несовершеннолетней партнёршей по танцам переехал в центр российской танцевальной культуры.
Работая педагогом дополнительного образования и учителем ритмики в нескольких общеобразовательных школах, Максим неустанно тренировался и начал делать серьёзные успехи в любительских танцах как в России, так и за рубежом. Воспитывая ведущие пары России и мира в танцевальных коллективах и студиях страны, он увлёкся хореографией и открыл в себе большие артистические способности и в качестве индивидуального танцора-спортсмена, и как артиста танцевального искусства.
Очередной экономический кризис в России заставил его оставить обучение в институте и ГИТИСе, и сконцентрироваться на «финансовом поддержании своей семьи и своей танцевальной карьеры».
В 2002 году в возрасте 27 лет, не имея особых перспектив в спорте, Максим принял судьбоносное решение — встать в пару с Юлией Загоруйченко и уехать на постоянное место жительства в США.

### Новые возможности
Максим Кожевников быстро входит на американскую и мировую арену по бальным танцам уже в новом статусе — статусе «Профессионала». С первого турнира в новом составе, он заявляет о себе, как о новом «Лидере» во всех соревнованиях.
Пройдя все этапы сложнейшей эмиграционной лестницы и финансовых трудностей, его уверенность и настойчивость подкрепляется огромным трудолюбием и верой в себя, в свои проекты, в свой успех.
В 2002 году Максим получает звание «Победителя», став финалистом всевозможных мировых соревнований, включая соревнования в г. Блэкпул.
C 2003 года Максим Кожевников получает основные титулы по всему миру, среди которых: звание пятикратного Чемпиона Мира среди профессионалов по латиноамериканской шоу-программе и семикратного Чемпиона Америки.
После получения мирового признания, «DanceVision» и некоторые другие организации по танцам просят Максима создать серию международных уроков по DVD (разного уровня сложности).
В это же время, Максима Кожевникова часто приглашают в разнообразные профессиональные шоу-программы и представления. Многие из этих "проектов были показаны по телевидению в США, Великобритании, России и других странах.
Он часто читает лекции и семинары, проводит постоянно ряд практических и лекционных занятий по всему миру, наиболее известная из которых — конгресс в г. Блэкпул.
Максим продолжает обучать спортивные пары, социальных студентов в танцевальных школах, институтах и университетах мира, и одновременно создаёт всё больше и больше «Спектаклей Танца».
Так же его приглашают в сборную США по спортивным бальным танцам как спортсмена-профессионала, и одновременно он готовит сборную США к Блэкпульскому фестиваля.
После многочисленных титулов и побед, закончив спортивную карьеру с Юлией Загоруйченко и артистическую с Беатой, Максим активно занимается «Про-Ам» и постановкой хореографии.
В 2011 году судьба снова делает новый неожиданный поворот: Максим встречает Анастасию Григорьеву и создаёт с ней новый танцевально-творческий и семейный дуэт.
После перерыва, возвратившись в танцевальный спорт,,, он в новом составе снова выигрывает 3 титула Чемпиона Мира среди профессионалов в шоу-программе и переходит в статус «Мирового танцевального артиста».,

### Сегодня
На сегодняшний день Максим активно участвует во всевозможных танцевально-артистических проектах по всему миру, как организатор, хореограф, судья и исполнитель.
Также Максим Кожевников работает в бизнесе недвижимости, как дизайнер и директор проектов.
Максим успешно сотрудничает с ведущими танцевальными коллективами и компаниями по всему миру.
Он постоянно участвует в ТВ и кино проектах. В 2018 году, после пяти мировых кинонаград, выходит на экран большое документальное кино документальное кино «KickBallChange» — о творчестве Максима и его артистическом пути.
Его постоянно приглашают в США, Англию, Индию и многие другие страны для участия в таких проектах, как «Танцы со Звёздами», «You Think You Can Dance» и некоторых других, в качестве судьи, танцора-профессионала и хореографа.
Максим Кожевников продолжает карьеру педагога и лектора в спортивно-артистическом мире, как тренер для различных клубов, танцевальных компаний и «театров танца».
Максима можно увидеть в абсолютно разных качествах и ролях, которые доступны ему благодаря многолетнему практическому опыту, неисчерпаемой фантазии, академическим знаниям, трудолюбию и, конечно же, упорству.

### Личная жизнь (семья)
Мать: Кожевникова Евгения Викторовна

Отец: Кожевников Вячеслав Валерьевич

Первая жена: Юлия Загоруйченко

Вторая жена: Анастасия Григорьева, 

Сын: Никита

## Дополнительная информация

### Интересные даты
- С 1993 по 1997 г.г. Максим является педагогом старшего состава ТСК «Локомотив», г. Нижний Новгород (рук. Е. И А. Саватины).
- С 1997 по 2002 г.г. Максим Кожевников является одним из педагогов и руководителей ТСК «Академия», г. Москва, а также педагогом по образованию в детско-юношеском центре «Отрадное», г. Москва.
- C 1997 года и по сегодняшний день Максим воспитывает в любительской и профессиональной организации Чемпионов Мира и Европы по латиноамериканской программе и латиноамериканскую секцию.
- С 2004 года и по сегодняшний день он ставит хореографию и обучает серию спортсменов в танцах на льду (в индивидуальной и парной программе). Среди его учеников из разных стран есть неоднократные Победители и Призёры Олимпийских Игр и Чемпионатов Мира и Европы. Максим лично подготовил четырёх Чемпионов Мира и выступал с ними в турнирах «Про-Ам» на протяжении более 13 лет.
- С 2004 года успешно сотрудничает с несколькими компаниями, такими как: «ADM Productions», «Harddrive Productions», и представляет первоклассные шоу, делая сольные и групповые программы.
- В 2007 году получает должность и защищает звание учителя искусств в «Imperial Society of Teachers of Dancing Incorporated».
- В 2007 году получает наивысшую судейскую степень WDC (World Dance Council) по всем возможным категориям в бальных танцах.
- С 2012 года Максим работает художественным директором в «Israeli Ballroom Dance Foundation» (IBDF).
- С 2012 года и по сегодняшний день Максим успешно сотрудничает с самыми крупными танцевальными компаниями, а именно: «Артур Мюррей» (Arthur Murray), «Фред Астер» (Fred Astaire), «ГаллаДэнс» (GallaDance) и другие.
- С 2013 года Максим Кожевников работает как арт-директор и хореограф над серией артистических проектов и активно сотрудничает с Тюменским фондом «Золотые ворота Сибири».
- С 2015 года Максим Кожевников занимает должность судьи на проекте «Танцы со Звёздами», который транслируют на втором федеральном канале «Россия 1».
- С 2016 года является основателем и председателем совета директоров «Global Art Vision»

### Увлечения
- Психология и психоанализ
- Поэзия и литература
- История мирового искусства
- Философия ОШО

### Стиль танца
Некоторые стили, которые он использует: бальные танцы, модерн, джаз, аргентинское танго, мамбо, сальса, свинг, буги-вуги, линди-хоп, хип-хоп.

## Фильмография
1. Документальное кино: «Kick Ball Change» (2011—2015)
2. «10 лет Танцевальной Жизни за 3 минуты» (2013)[33]
3. Пятилетняя серия DVD «Super Stars Festival», Япония
4. «Танцы со звёздами», Россия (2015)[34],[35],[36],[37],[36]
5. «Прямой эфир с Борисом Корчевниковым. Феерия на паркете» (эфир от 20.02.2015), Россия[38]
6. Благотворительный марафон «Танцуй добро»  (эфир от 09.03.2015), Россия